# 白津駅
白津駅（しろづえき）は、福島県耶麻郡猪苗代町八幡にあった磐梯急行電鉄の駅（廃駅）である。磐梯急行電鉄の廃線に伴い1969年（昭和44年）3月27日に廃駅となった。

## 概要
昭和に入ってからの、沿線住民へのサービスの一環として新規開業した駅の一つであり、正式には白津停留場であった。
当駅は、川桁駅 - 内野駅間の、未舗装の県道との併用軌道上に存在し、当駅のすぐ北側で線路と道路が交差し左右の位置が入れ替わった（当駅までは線路の左側に道路、その先は線路の右側に道路）。

## 歴史
- 1937年（昭和12年）[注 1]：日本硫黄耶麻軌道部（後の磐梯急行電鉄）川桁駅 - 内野駅間に新設開業。
- 1968年（昭和43年）10月14日：磐梯急行電鉄の営業休止に伴い休止駅となる。
- 1969年（昭和44年）3月27日：磐梯急行電鉄線の廃線に伴い廃止。

## 駅構造
廃止時点で、1線を有する地上駅であった。プラットホームは存在せず、乗客は地面から直接乗降した。転轍機を持たない棒線駅となっていた。
開業時からの無人駅となっていた。駅舎はないが、線路の東側（沼尻方面に向かって右手側）に開放型で片流れ屋根の小さな待合所を有していた。

## 駅周辺
- 福島県道323号野老沢川桁停車場線

## 駅跡
1996年（平成8年）時点では、駅跡は消滅していた。その後、2007年（平成19年）5月時点では駅跡地に「なつかしの沼尻軽便鉄道を訪ねて」と記載され、駅の説明文と現役時代の写真が付いた、駅名標を模した案内板が建てられていた。2010年（平成22年）4月時点でも同様であった。
併用軌道上の線路跡は県道323号線に取り込まれていた。

## 隣の駅
磐梯急行電鉄
川桁駅 - 白津駅 - 内野駅